# 17465 Inawashiroko
17465 Inawashiroko è un asteroide della fascia principale. Scoperto nel 1990, presenta un'orbita caratterizzata da un semiasse maggiore pari a 2,9857731 UA e da un'eccentricità di 0,1339114, inclinata di 1,31080° rispetto all'eclittica.